# ニヤ駅
ニヤ駅（ニヤえき、中国語: 民丰站、民豊站）は、中華人民共和国新疆ウイグル自治区ホータン地区ニヤ県にある和若線（ホータン市～チャルクリク県）の鉄道駅。 

## 沿革
2022年6月16日に開業。

## 参照項目
- ニヤ遺跡
- タクラマカン砂漠公路の南端